# Marko Rudić

Marko Rudić (17. siječnja 1990.) je bosanskohercegovčki alpski skijaš.
Nastupio je na XXI. Zimskim olimpijskim igrama u kanadskom Vancouveru. Najbolji plasman imao je u slalomu, u kojem je zauzeo 36. mjesto od ukupno 102. natjecatelja na startu. Rudić je nastupio i u veleslalomu i zauzeo 58. mjesto. Na zatvaranju Igara nosio je zastavu BiH.
Na državnom prvenstvu 2010. godine ostvario je pobjede u veleslalomu i slalomu.
Nastupio je na XXII. Zimskim olimpijskim igrama u ruskom Sočiju. Najbolji plasman imao je u veleslalomu, u kojem je zauzeo 49. mjesto od ukupno 109. natjecatelja na startu. Utrku slaloma nije završio. 
Na državnom prvenstvu 2014. godine ostvario je pobjede u slalomu i veleslalomu. 
Na međunarodnoj utrci FIS kup Jahorina, ostvario je najbolje bodove u povijesti muškog skijanja u BiH.

## Vanjske poveznice
- Profil  Arhivirana inačica izvorne stranice od 15. veljače 2011. (Wayback Machine) na FIS-ovim stranicama